# 1885 Herero
Az 1885 Herero (ideiglenes jelöléssel 1948 PJ) a Naprendszer kisbolygóövében található aszteroida. Ernest Leonard Johnson fedezte fel 1948. augusztus 9-én.